# Stadhoudersbrief
De stadhoudersbrief is een brief waarvan onzeker is of die werkelijk bestaat, die door prins Bernhard op 24 april 1942 aan Adolf Hitler zou zijn geschreven. Daarin zou het voorstel zijn gedaan dat hij als stadhouder van Hitler in Nederland zou functioneren als de Duitsers in overleg met de Engelsen de bezetting van Nederland zouden opgeven. Een dergelijk voorstel zou kunnen passen in de betreffende fase van de Tweede Wereldoorlog. 
Gerard Aalders, historicus bij het Nederlands Instituut voor Oorlogsdocumentatie, heeft in het boek over de dubbelspionne Leonie Brandt-Pütz het mogelijk bestaan van de brief aannemelijk proberen te maken op basis van het in bredere kringen roulerende verhaal dat oorlogsmisdadiger Pieter Menten lange tijd vervolging heeft kunnen ontlopen, omdat hij de stadhoudersbrief in handen had. Bovendien beroept hij zich op een bron, waarvan hij de identiteit niet kan openbaren. Het bestaan van de brief is echter nooit onomstotelijk vastgesteld.
Journalist Ton Biesemaat heeft in 2007 in zijn boek "Bernhard Gate" geschreven dat Jan Heitink tijdens zijn werkzaamheden voor de Franse inlichtingendienst de stadhoudersbrief onder ogen zou hebben gehad. De brief zou niet groter zijn geweest dan een A5-je zijn met daarop het logo van Bernard. Hij zou ook een kopie van de brief in bezit hebben gehad. Jeanette Kamphorst, een oud-verzetsstrijdster, in de illegaliteit bekend onder de bijnaam "de Zwarte Panter", beweerde een origineel van die brief in bezit te hebben, maar weigerde deze te tonen. Volgens haar rouleerden er meerdere kopieën van de brief.
Jan Heitink heeft zijn ervaringen met de stadhoudersbrief in twee schriftelijke verklaringen vastgelegd op 2 juni 2003 en 4 maart 2004. Beide documenten zouden momenteel in het bezit zijn van Ton Biesemaat. Deze documenten hebben nog een opmerkelijke 'uitsmijter'. Jan Heitink zou in 1982 zijn gebeld door een relatie van de CIA, die hem vertelde dat de "Holland-papers in our archives will be free on the 17th of March, 2008, provided Juliana and Bernhard will be dead then for 3 years, otherwise it will last [sic] a little." Dat heeft echter nooit plaatsgevonden.
Prins Bernhard heeft het bestaan van de brief altijd ontkend en afgedaan als onzin. In een brief in de Volkskrant (februari 2004) heeft hij één miljoen euro uitgeloofd voor diegene die de brief boven water zou krijgen. Tot op de dag van vandaag is het bestaan van de Stadshoudersbrief onzeker.